# 豊岡村 (茨城県)
豊岡村（とよおかむら）は、茨城県の西部、岡田郡・結城郡に属していた村。現在の常総市の中部にあたる。

## 地理
- 河川 ： 鬼怒川

## 歴史
- 1889年（明治22年）4月1日 - 町村制施行により、飯沼村、横曾根村、横曾根古新田、報恩寺村が合併して岡田郡豊岡村が発足。
- 1896年（明治29年）4月1日 - 岡田郡が結城郡に統合されたため、所属郡が結城郡に変更。
- 1954年（昭和29年）7月10日 - 水海道町に編入。水海道町は市制施行して水海道市となる。同日豊岡村廃止。